# جنگل‌بان پرونس
جنگل‌بان پرونس (نام علمی: Zygaena occitanica) نام یک گونه از تیره جنگل‌بانان است. این‌گونه در اسپانیا و کوهستان کانتابریان یافت می‌شود. طول پهنای بال‌هایش به ۲۳ میلی‌متر می‌رسد.